# فييرين دفين (أرارات)
مدينة فييرين دفين (بالأرمينية:Վերին Դվին) (بالإنجليزية: Verin Dvin)‏ هي إحدى المدن التابعة لمقاطعة أرارات في أرمينيا. يقدر عدد سكانها بـ 2227 نسمة حسب الإحصاء الذي جرى عام 2011.